# Église Saint-Laurent de Sainte-Soulle
L'église Saint-Laurent est une église catholique située à Sainte-Soulle, dans le département français de la Charente-Maritime en région Nouvelle-Aquitaine. Elle est dédiée au martyr chrétien saint Laurent.

## Localisation
L'église est située en France au sein de la région Nouvelle-Aquitaine, dans le département de la Charente-Maritime, dans le bourg de la commune de Sainte-Soulle, près de la Rochelle.

## Historique
La construction de l'édifice l s'échelonne essentiellement du XIe siècle au XVIe siècle au sein de l'ancienne province d'Aunis. La partie orientale souffre lors de la guerre de Cent Ans. Le chœur, reconstruit au XVe siècle, est démoli probablement pendant les guerres de Religion et relevé fin XVIe siècle, début XVIIe siècle.

## Description

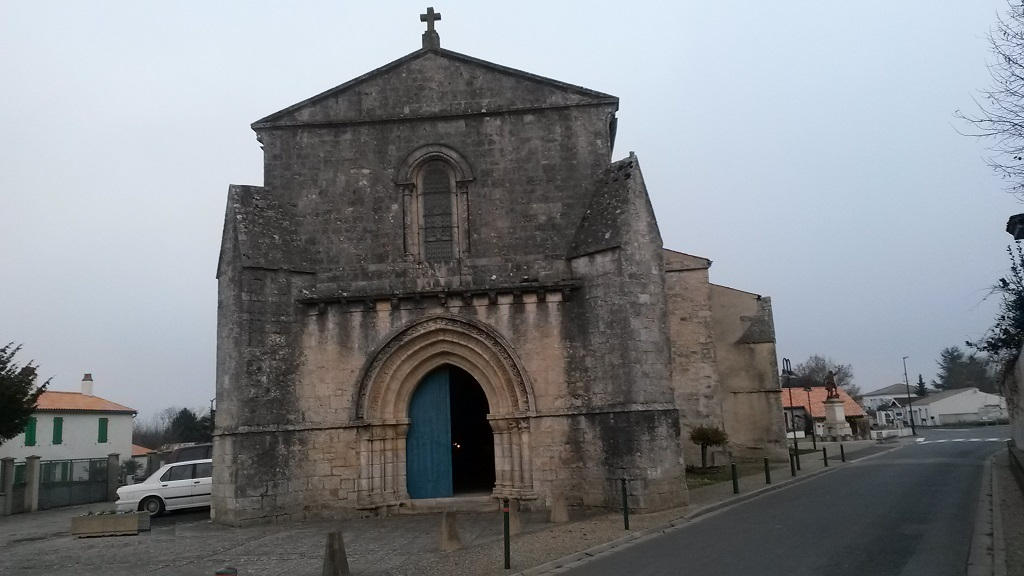
Façade ouest de l'église.

L'édifice actuel est composé d'une nef dont la partie ouest romane, qui date du XIIIe siècle, est séparée par un transept, en partie du XIe siècle, de sa partie est gothique du XVIe siècle, laquelle est prolongée par un chœur rectangulaire.
La façade ouest comprend un portail qui est formé d'une archivolte à quatre voussures formant une baie en ogive qui s'appuie sur quatre colonnes de chaque côté. Une corniche à onze modillons le sépare horizontalement d'une fenêtre en plein cintre à colonnettes engagées située au dessus. L'ensemble est couronné d'un fronton moderne.
La partie occidentale de la nef se compose de deux travées éclairées chacune par deux fenêtres. Au sud, accolé au transept, subsiste un escalier à vis. A l'intérieur, au revers de la façade, deux chapiteaux sculptés  représentent chacun un atlante accroupi. Le transept, la partie la plus ancienne de l'édifice, s'organise autour d'une croisée carrée à quatre arcs plein cintre portant une coupole octogonale sur trompe. Des chapiteaux sculptés surmontent les demi-colonnes engagées. 
La partie orientale de l'église a beaucoup souffert des conflits du passé. Tout à l'est, un chevet plat ferme le chœur divisé en trois parties par des arcades. Un retable représentant le martyre de saint Laurent recouvre maintenant la grande fenêtre centrale murée.

## Protection
L'édifice est classé au titre des monuments historiques en 1990 et inscrit en 1990.